# Minnesota State Route 61
Minnesota State Route 61 ist eine 243 km (151 Meilen) lange Fernstraße im Nordosten von Minnesota in den Vereinigten Staaten, die von der Kreuzung mit dem Interstate 35 in Duluth (26th Avenue East) zur Grenze zwischen den Vereinigten Staaten und Kanada in der Nähe von Grand Portage verläuft. In der kanadischen Provinz Ontario führt die Straße von der Pigeon River Bridge als Ontario Highway 61 weiter und endet in Thunder Bay.
Die Strecke folgt dem nördlichen Ufer des Oberen Sees, dem sogenannten North Shore  und ist Bestandteil der als Lake Superior Circle Tour ausgeschilderten Rundstrecke, die durch Minnesota, Ontario, Michigan und Wisconsin führt. Das Grand Portage National Monument befindet sich an der State Route 61 bei Grand Portage.
Minnesota 61 ist eine von drei State Routes in Minnesota, welche eine zu einem bestehenden U.S. Highway innerhalb dieses Bundesstaates übereinstimmende Nummer tragen. Die beiden anderen sind Minnesota State Route 65 und 169.

## Verlauf
Der Highway verläuft in der Nähe – und großteils direkt am Ufer – des Oberen Sees (Lake Superior) von Südwesten nach Nordosten durch die folgenden Orte:
| - Duluth - Knife River - Two Harbors - Silver Creek - Castle Danger | - Beaver Bay - East Beaver Bay - Silver Bay - Illgen City | - Little Marais - Schroeder Township - Tofte Township | - Lutsen Township - Grand Marais - Grand Portage |

Rund 33 km zwischen Duluth und Two Harbors sind als vierspurige Schnellstraße ausgebaut. Diese trägt offiziell den Namen Arthur Rohweder Memorial Highway, wobei auf Straßenschildern vor Ort der Name nicht angegeben ist, lediglich eine kleine Tafel am Straßenrand weist darauf hin.
Minnesota State Route 61 berührt die Countys:
- St. Louis County
- Lake County
- Cook County

Der Highway durchquert den Superior National Forest und den Grand Portage State Forest. An der Strecke liegen verschiedene State Parks:
- Gooseberry Falls State Park nordöstlich von Two Harbors im Lake County.
- Split Rock Lighthouse State Park befindet sich im Lake County zwischen Two Harbors und Silver Bay.
- Tettegouche State Park direkt nordöstlich von Silver Bay am Baptism River.
- Temperance River State Park liegt nordöstlich der Schroeder Township im Cook County.
- Cascade River State Park liegt zwischen der Lutsen Township und Grand Marais im Cook County.
- Judge C. R. Magney State Park befindet sich an den Ufern des Brule Rivers, 20 km nordöstlich von Grand Marais im Cook County.
- Grand Portage State Park liegt im Cook County an beiden Ufern des Pigeon River in der Nähe von Grand Portage.

## Geschichte
Von 1926 bis 1991 war der Highway ein Teilstück von U.S. Highway 61. Dieser hat den Musiker Bob Dylan zu seinem Song Highway 61 Revisited inspiriert. Der Abschnitt zwischen Duluth und der kanadischen Grenze wurde 1929 freigegeben und bis 1940 vollständig mit einem festen Belag versehen.
Nach dem Bau der Interstate 35 in den 1960er Jahren überlappten sich U.S. 61 und I-35 von Duluth bis Wyoming, südlich von Minneapolis. 1991 wurde der Abschnitt zwischen Wyoming und der kanadischen Grenze abgewidmet. Das Teilstück nördlich von Duluth wurde von da an als Minnesota State Route 61 geführt.
Der Abschnitt zwischen Hovland und dem Pigeon River verlief ursprünglich weiter vom Seeufer entfernt im Landesinneren und umging Grand Portage. Die heutige Trasse und der Grenzübergang wurden in den frühen 1960er Jahren gebaut.
Die Schnellstraße zwischen Duluth und Two Harbors entstand auch in den 1960ern. Der ursprüngliche Streckenverlauf wurde in diesem Bereich dann an die betroffenen Countys übertragen. Beide Countys führen die Straße in ihrem Gebiet heute jeweils als County Road mit der ursprünglichen Nummer 61.